# Weightlifting Fairy Kim Bok Joo
Weightlifting Fairy Kim Bok Joo (en hangul, 역도요정 김복주; romanización revisada, Yeokdoyojeong gimbokju), conocida en español como El hada de las pesas y Hada de levantamiento de pesas, Kim Bok Joo, es una serie de televisión surcoreana emitida por MBC
desde el 16 de noviembre de 2016 hasta el 11 de enero de 2017. La serie está inspirada en la vida de la deportista Jang Mi-ran y el camino por el cual tuvo que pasar para convertirse en medallista de oro en los Juegos Olímpicos y Asiáticos. En medio del proceso, ella logra destacarse de una serie de atletas que luchan por sus sueños, experimentan y encuentran el amor.
Creada por Yang Hee Seung, conocida anteriormente por Oh My Ghostess, la serie es protagonizada por Lee Sung Kyung, Nam Joo Hyuk, Kyung Soo-jin y Lee Jae Yoon. Weightlifting Fairy Kim Bok Joo durante su periodo de transmisión obtuvo bajas cuotas de audiencias y en su horario se ubicó en las últimas posiciones. Asimismo, el proceso de creación fue controversial y tras su estreno fue criticada en varias ocasiones por  la prensa surcoreana y las audiencias debido a la poca conexión con la vida de Jang.

## Sinopsis
En la Universidad deportiva Haneul (ambientada en la Universidad Adventista de Corea del Sur), el cual se encuentra la joven Kim Bok-joo (Lee Sung-kyung), como una estudiante de halterofilia. Ella ha mostrado su fuerza desde que era una niña influenciada por su padre Kim Chang-keol (Ahn Kil-kang), un ex-levantador de pesas. Bok-joo es a primera vista una joven dura pero por dentro es frágil, cariñosa y tierna. Su mejor amigo Jung Joon-hyung (Nam Joo-hyuk), es un buen nadador pero desde que fue descalificado de su primer evento internacional, sufre del "trauma de inicio" pero con la ayuda de Bok-joo y su familia logrará superarlo. Con el tiempo ellos dos también descubren como ayudarse a superar sus problemas, encontrar sus sueños y el amor. 
Otros integrantes de la universidad son Song Si-ho (Kyung Soo-jin), una gimnasta rítmica que comenzó su carrera desde que tenía 5 años y ganó una medalla en los Juegos Asiáticos a la edad de 18 años, Si-ho siempre ha sido la mejor pero debido a la presión mental, se arrepiente de haber dejado atrás su vida y su rendimiento, asimismo su salud comienza a verse afectada. Junto a ellos los acompañan las levantadoras de pesas Jung Nan-hee (Cho Hye-jung), Lee Sun-wok (Lee Joo-young) y el nadador Cho Tae-kwon (Ji Il-joo), quienes crearan momentos divertidos y dramáticos para Bok-joo y Joon-hyung.
Con el paso del tiempo, Bok-joo logra entrar en el equipo nacional y gana la medalla de oro, Joon Hyung logra entrar al equipo nacional de natación, Seon Wok entra al equipo de competencia, Nan Hee decide dejar las pesas y convertirse en manicuristas, mientras que Tae Kwon entra al servicio miliar y Shi Ho finalmente decide terminar su carrera como gimnasta para centrarse en su salud y estudiar para convertirse en entrenadora. Mientras que el doctor Jung Jae Yi (Lee Jae Yoon), se compromete con Go Ah Young (Yoo Da In) y Kim Chang Gul (Ahn Gil Kang), se recupera de su operación. Luego de graduarse Joon Hyung y Bok-joo hablan de comprometerse luego de que el finalmente gane su medalla.

## Reparto

### Personajes principales
- Lee Sung-kyung como Kim Bok-joo.[6]
  - Lee Ji-woo como Bok-joo (niña).

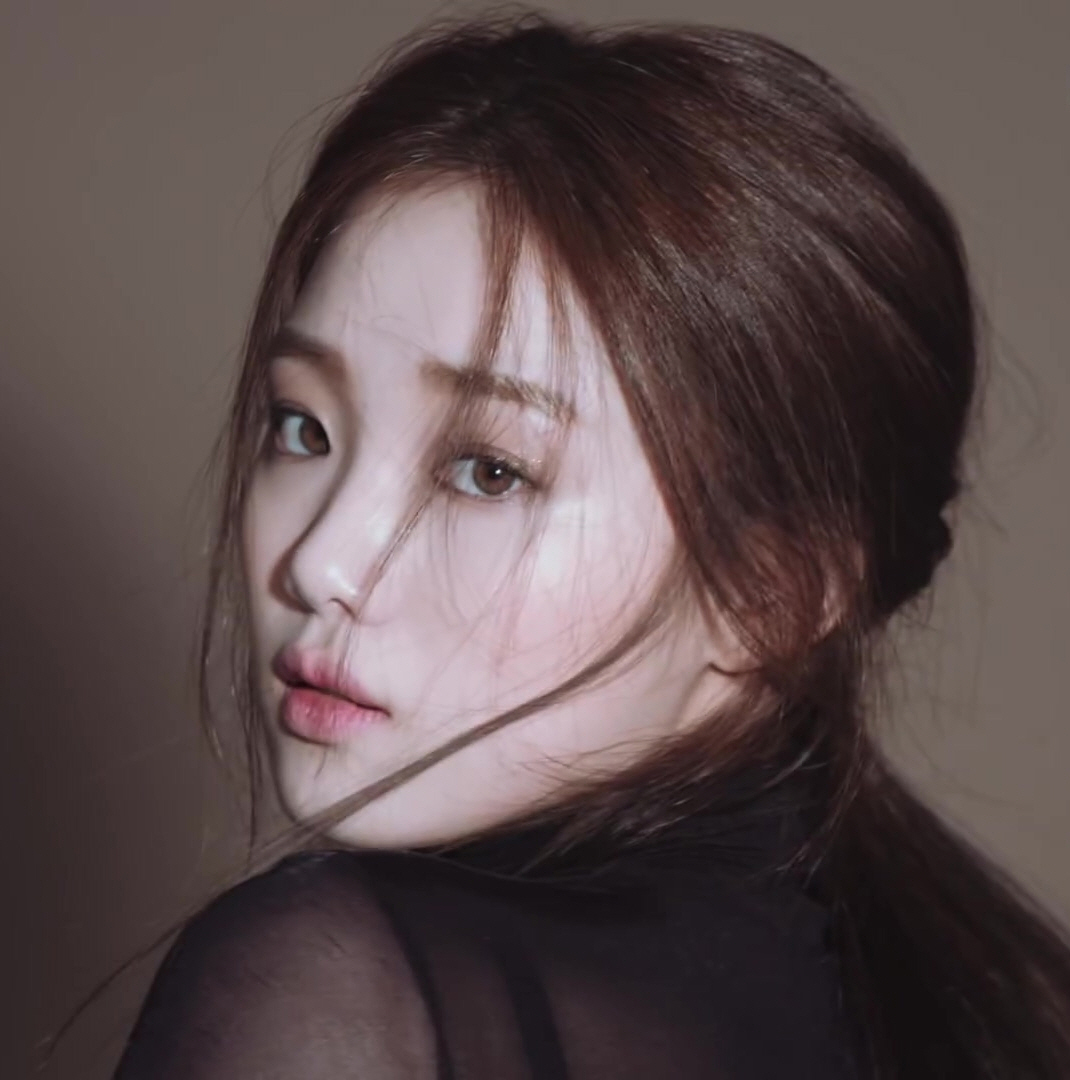
La actriz Lee Sung-kyung, quien interpreta a Bok-joo en la serie.

- Nam Joo-hyuk como Jung Joon-hyung.[7]
  - Kim Ye-joon como Joon-hyung (niño).
- Kyung Soo-jin como Song Si-ho.
- Lee Jae-yoon como Jung Jae-yi.[8]

### Personajes secundarios
Equipo de levantamiento
- Lee Joo-young como Lee Sun-ok.[9]
- Cho Hye-jung como Jung Nan-hee.
- Oh Eui-shik como Bang Woon-ki.
- Choi Moo-sung como Yoon Deok-man.[10]
- Jang Young-nam como Choi Sung-eun.

Equipo de natación
- Ji Il-joo como Cho Tae-kwon.
- Choi Woong como Kim Ki-seok.
- Ray Yang como Sung Yoo-hee.

Familia de Bok-joo
- Ahn Kil-kang como Kim Chang-keol.
- Kang Ki-young como Kim Dae-ho.

Familia de Joon-hyung
- Jung In-gi como el padre de Joon-hyung.
- Lee Jung-eun como la madre de Joon-hyung.

### Otros personajes
- Yoo Da-in como Ko Ah-young.
- Moon Ji-yoon como Sang-cheol.
- Yoo Joon-hong como Jung-woo.
- Lee Bit-na como Bit-na.
- Lee Ye-bin como Ye-bin.
- Lee Ji-hoon como Entrenador Young-boo.
- Kim Woo Hyuk como Kim Woo-hyuk.[11]
- Kim Jae-hyun como Kim Jae-hyun.
- Kim Nam-woo como Nam-woo.
- Cho Soo-hyang como Soo-bin.
- Ji Hye-ra como Song Si-yeon.
- Oh Ha-nee como una gimnasta rítmica.[12]
- Tae Won-seok.
- Cho Mi-nyeo.
- Noh Young-joo.
- Kwon Hyuk-beom.

### Apariciones especiales
- Yoon Yoo-sun como Kim Jung-yeon.
- Park Won-sang como el doctor de Joon-hyung.[13]
- Shin Ah-young como un anunciador.
- Lee Soo-ji como Koo Seul.
- Jota como Choi Tae-hoon.
- Lee Jong-suk como Kang Cheol.[14]
- Ji Soo como un trabajador.[15]
- Seohyun como Hwan-hee.
- Min Sung-wook como Sang-koo.
- Kim Seul-gi como una cajera de tienda.
- Byun Woo-seok como el amigo de Joon-hyung (ep. #16)
- Jeon Ji-an.
- Ahn Il-kwon.
- Noh Woo-jin.
- Yoon Ji-hee.

## Producción
La serie fue creada por Yang Hee Seung, contó con el director Oh Hyun-jong y el escritor Yang Hee-seung, la producción estuvo a cargo por Oh Min-soo y Kim Sang-heon, quienes también contaron con el productor ejecutivo Han Hee. En octubre del 2016 se realizó la primera lectura de guion de la serie.

## Banda sonora
OST Parte 1
| N.º | Título            | Artista             | Duración |  |
| 1.  | «You & I»         | Kim Jong-wan (Nell) | 3:37     |  |
| 2.  | «You & I» (Inst.) |                     | 3:37     |  |

OST Parte 2
| N.º | Título                         | Artista       | Duración |  |
| 1.  | «From Now On (앞으로)»         | Kim Min-seung | 3:33     |  |
| 2.  | «From Now On (앞으로)» (Inst.) |               | 3:33     |  |

OST Parte 3
| N.º | Título                      | Artista      | Duración |  |
| 1.  | «Dreaming (꿈꾼다)»         | Han Hee-jung | 4:02     |  |
| 2.  | «Dreaming (꿈꾼다)» (Inst.) |              | 4:02     |  |

OST Parte 4
| N.º | Título                        | Artista     | Duración |  |
| 1.  | «Somehow (왠지 요즘)»         | J.Mi (Lush) | 3:25     |  |
| 2.  | «Somehow (왠지 요즘)» (Inst.) |             | 3:25     |  |

OST Parte 5
| N.º | Título                                   | Artista      | Duración |  |
| 1.  | «I'll Pick You Up (데리러 갈게)»         | Standing Egg | 3:45     |  |
| 2.  | «I'll Pick You Up (데리러 갈게)» (Inst.) |              | 3:45     |  |

OST Parte 6
| N.º | Título                      | Artista    | Duración |  |
| 1.  | «Permeate (스르륵)»         | Lee Hae-in | 3:37     |  |
| 2.  | «Permeate (스르륵)» (Inst.) |            | 3:37     |  |

OST Parte 7
| N.º | Título                               | Artist     | Duración |  |
| 1.  | «Again Again Again (또또또)»         | Lee Jin-ah | 2:24     |  |
| 2.  | «Again Again Again (또또또)» (Inst.) |            | 2:24     |  |

## Recepción

### Audiencia
En azul la audiencia más baja y en rojo la más alta, correspondientes a las empresas medidoras TNms y AGB Nielsen.
| Ep. #    | Fecha de estreno        | Share        | Share        | Share       | Share       |
| Ep. #    | Fecha de estreno        | TNmS Ratings | TNmS Ratings | AGB Nielsen | AGB Nielsen |
| Ep. #    | Fecha de estreno        | Nacional     | Seúl         | Nacional    | Seúl        |
| -------- | ----------------------- | ------------ | ------------ | ----------- | ----------- |
| 1        | 16 de noviembre de 2016 | 4.1 %        | 4.1 %        | 3.3 %       | 3.6 %       |
| 2        | 17 de noviembre de 2016 | 5.0 %        | 5.2 %        | 3.3 %       | 3.5 %       |
| 3        | 23 de noviembre de 2016 | 4.8 %        | 5.3 %        | 4.4 %       | 4.9 %       |
| 4        | 24 de noviembre de 2016 | 4.9 %        | 5.2 %        | 4.6 %       | 4.9 %       |
| 5        | 30 de noviembre de 2016 | 4.8 %        | 4.9 %        | 4.4 %       | 4.5 %       |
| 6        | 1 de diciembre de 2016  | 4.5 %        | 5.3 %        | 4.6 %       | 5.4 %       |
| 7        | 7 de diciembre de 2016  | 4.4 %        | 5.3 %        | 4.8 %       | 5.7 %       |
| 8        | 8 de diciembre de 2016  | 4.6 %        | 4.6 %        | 5.4 %       | 5.5 %       |
| 9        | 14 de diciembre de 2016 | 4.2 %        | 4.4 %        | 4.1 %       | 4.4 %       |
| 10       | 15 de diciembre de 2016 | 4.8 %        | 5.3 %        | 5.1 %       | 5.6 %       |
| 11       | 21 de diciembre de 2016 | 4.7 %        | 5.2 %        | 4.4 %       | 4.6 %       |
| 12       | 22 de diciembre de 2016 | 5.1 %        | 5.3 %        | 4.5 %       | 4.7 %       |
| 13       | 28 de diciembre de 2016 | 5.5 %        | 6.3 %        | 5.0 %       | 5.8 %       |
| 14       | 4 de enero de 2017      | 5.0 %        | 5.9 %        | 5.4 %       | 6.3 %       |
| 15       | 5 de enero de 2017      | 5.5 %        | 6.4 %        | 5.4 %       | 5.8 %       |
| 16       | 11 de enero de 2017     | 5.4 %        | 5.5 %        | 5.2 %       | 5.3 %       |
| Promedio | Promedio                | 4.8 %        | 5.3 %        | 4.6 %       | 5.0 %       |

### Premios y nominaciones
| Año  | Premio                | Categoría                                       | Nominado       | Resultado |
| ---- | --------------------- | ----------------------------------------------- | -------------- | --------- |
| 2016 | 35th MBC Drama Awards | Premio a la excelencia, actriz en una miniserie | Lee Sung Kyung | Ganadora  |
| 2016 | 35th MBC Drama Awards | Mejor actor nuevo                               | Nam Joo Hyuk   | Ganador   |

## Emisión internacional
El 26 de febrero de 2021 se anunció que la serie junto a otros dramas ya estaban disponibles en el sudeste asiático en Viki.
- Filipinas: ABS-CBN (2017).
- Hong Kong: Fantastic TV (2017).
- Perú: Willax Televisión (2018 , 2019, 2021).
- Singapur: Oh!K (2016) y Channel U (2018).
- Taiwán: TTV (2017), Star Chinese (2017), SEC (2018) y Fox Taiwan (2018).
- México: Mexiquense TV (2018), Canal 5 (2025).
- Estados Unidos y Latinoamérica: Pasiones (2018), HBO Max (2023).
- Ecuador: Teleamazonas (2018).